# Schwyz (bang)

Logo

Schwyz là một bang nằm ở miền trung Thụy Sĩ giữa dãy Alps ở phía nam, hồ Lucerne ở phía tây và hồ Zurich ở phía bắc, nằm xung quanh và được đặt tên theo thành phố Schwyz.

## Lịch sử dân số
Nguồn: